# Серафини (Тренто)
Серафини је насеље у Италији у округу Тренто, региону Трентино-Јужни Тирол.
Према процени из 2011. у насељу је живело 81 становника. Насеље се налази на надморској висини од 238 м.